# 真君廟

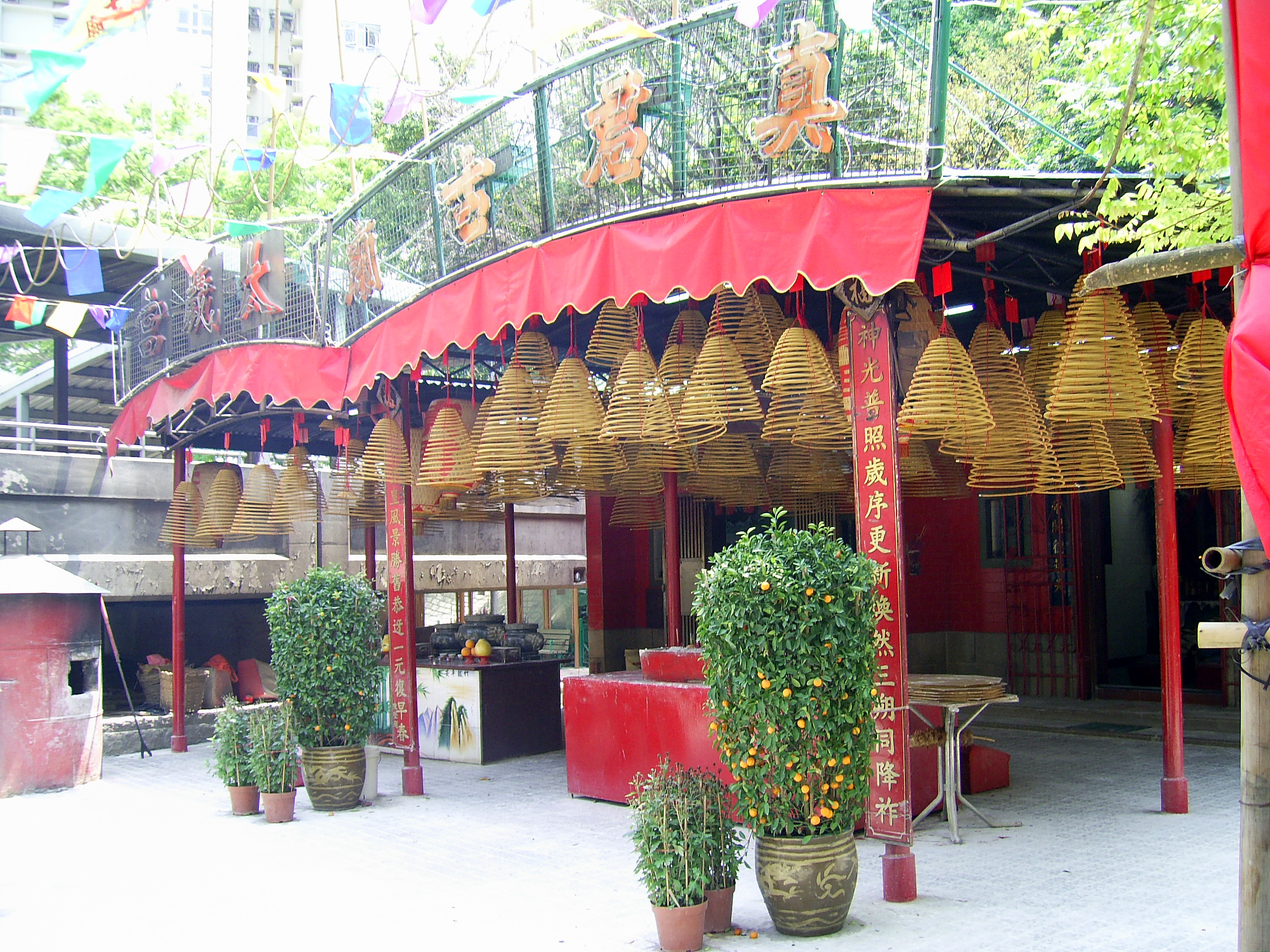
真君廟

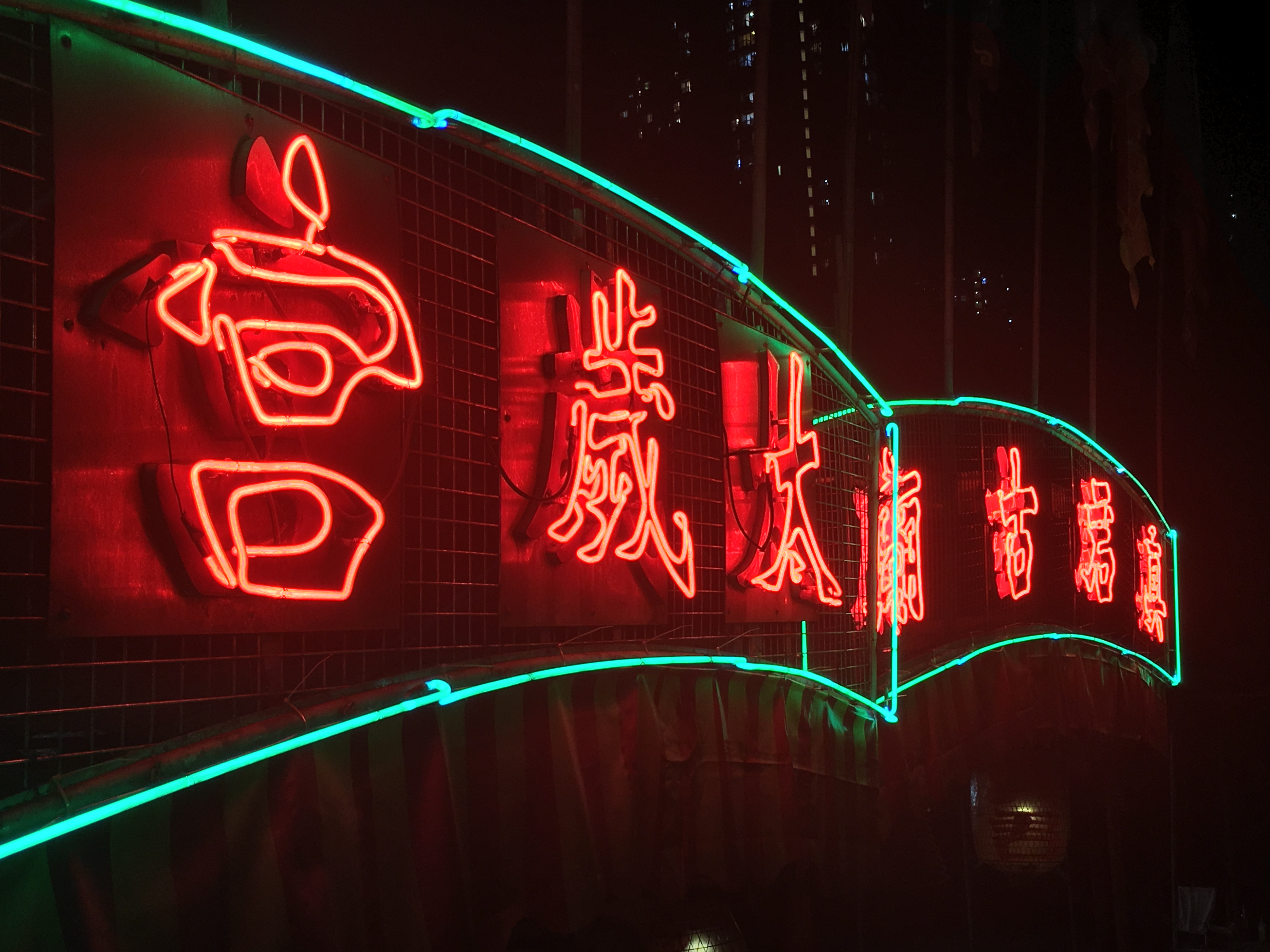
夜間亮起的「真君古廟太歲宮」霓虹燈

香港真君古廟是香港一所廟宇，位於新界青衣島，供奉真君大帝吳猛。這座真君廟是香港境內唯一一間主祀真君大帝的廟宇。過去真君大帝並未得到學者研究，直到2020年的研究論文發表。

## 香港真君大帝信仰的歷史
據青衣海陸豐居民呂存中憶述，海陸豐人最早於戰前已從家鄉請來「真君大帝」以保佑同鄉，初期只是鐵皮小廟；另有有記載認為，真君信仰約於二十世紀初、1900年左右抵達青衣，並建廟於海邊。戰後真君廟曾於1955年重修、1959年擴建，位處當時新屋村（San Uk Tseun）附近，約為今日青衣公園之內。

青衣真君大帝信仰的最早記錄為1958年《華僑日報》報導：對於「真君大帝」的來歷，過去有段不同紀錄。首先是1970年《華僑日報》報道，供奉真君大帝之「拜官亭」落成開幕，青衣殷商王德仁演講時提到：
真君大帝乃宋朝人，姓吳，生長在福建，平生慈善好施，見義勇為，常協助朝廷剿平盜賤禍亂，甚為當局所器重和鄉民所敬仰，後來得道於海陸豐附屬地方，甲子鎮陵岡區，威靈顯赫，百姓深敬崇拜，宋朝皇帝逐封他為真君大帝。在六十年前，海陸豐人攜帶真君大帝香火到青衣島建廟供奉，由於十分靈顯，庇佑人口平安，故香火日盛。
現時對於真君大帝信仰主要依賴1986年〈青衣真君廟碑文〉為主要版本：
真君大帝者，本姓吳，性剛厚，見義勇為，造福人間，不可勝數。理宗皇帝時，廣東沿海海盜猖獗，官兵不敵，民不聊生；他殲滅海盜，為民除害，地方太平，官民讚羨，稱為「吳爺」，而則曰有吳爺，在路無白丁哉。

至老逝，顯道龍岡鎮，威嚴若生。官府修本奏宋帝，帝聞之，即封為真君大帝者也，並下聖旨各鄉建廟彫像以奉祀，百餘年。
值得注意的是，《維基百科》2011年增加了名為〈靈昭真君〉的條目，條目於2015年大幅修改，並成為一段時間的主流解釋（但該條目並未附上任何恰當的解釋）：
靈昭真君，全稱靈昭威顯佑境安民真君。是廣東地區的鄉土神，又有大帝封號，故俗稱真君大帝。相傳真君大帝來自閩南，本名「吳剛厚」，是一名武將。

《蘇仙》記載，宋理宗年間，廣東沿海屢受南洋海賊騷擾，海賊搶劫殺人、放火毀船，無惡不作，朝廷派出三路軍隊從陸地、海上同時征討。豈知海賊用一術士法術，興風作浪，致使朝廷戰船毀壞，征討遇挫，損失慘重。正當官軍焦急之時，三個道士忽至軍中，為首一人自稱南海朝陽真人門下修行之「吳剛厚」，同行二人乃其師兄弟，三人受真人派遣，特助討賊。主將大喜，當下設宴款待，傳於軍中，士氣大振。次日，吳道士三人隨軍一同出征，在大海之上與那高人鬥法，僵持之間，吳道士忽然放出一隻巨龜，一剎咬住那高人，高人立即現形，原來是一條成精的黑魚。吳道士三人捕下魚後，攜巨龜一同離去。失去妖道的海賊不堪一擊，被官軍剿滅，從此沿海安靖。皇帝聽聞此事，欲徵召吳道士入朝為官，派人前往南海各處尋找，未果，乃封剛厚為靈昭威顯佑境安民真君，又追封大帝，其餘兄弟俱有封號。

## 建築
受到香港新市鎮影響，真君古廟於1986年重建，即為今天的面貌。現時廟額泥塑「真君古廟」四字，門聯：「威顯陵岡思彌海，靈昭帝闕德蔽天」，左側為「太歲宮」。

## 「真君誕」傳統習俗

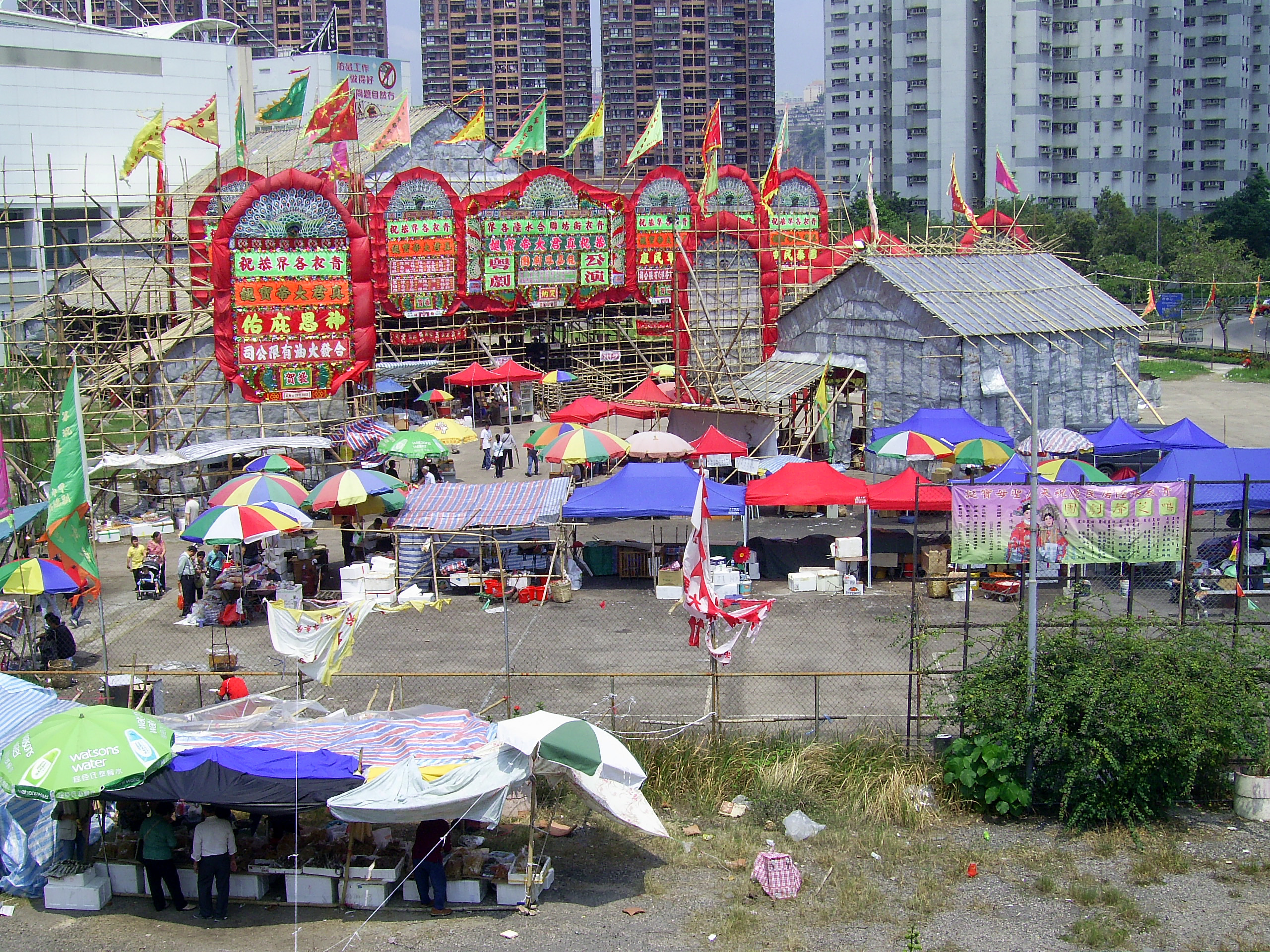
真君誕場地

真君誕在農曆三月十五，今天真君廟會在廟對面青衣綜合大樓側的足球場安排傳統粵劇表演慶祝。

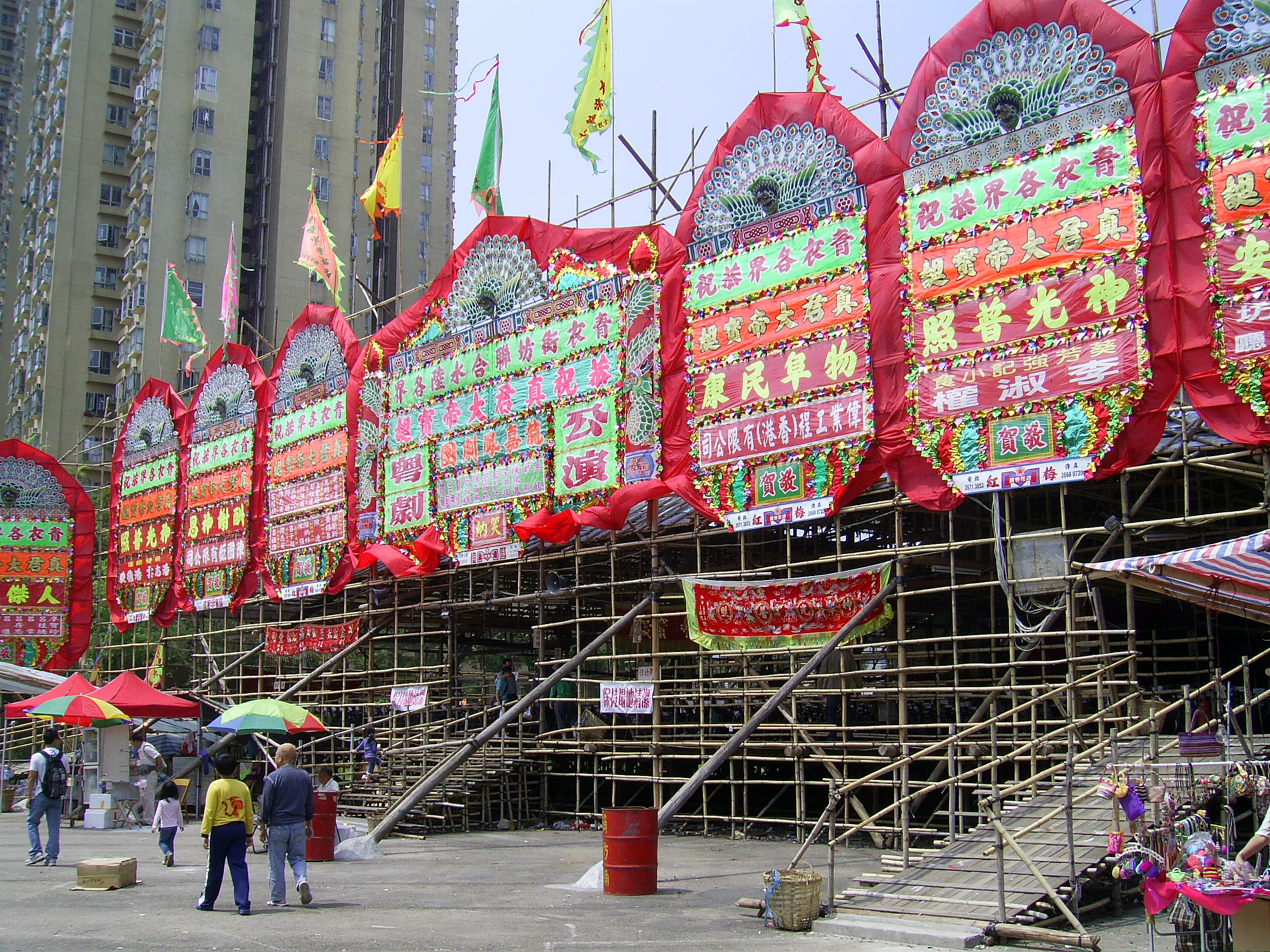
粵劇戲棚，2009年的班牌是李龍及南鳳的「龍嘉鳳劇團」
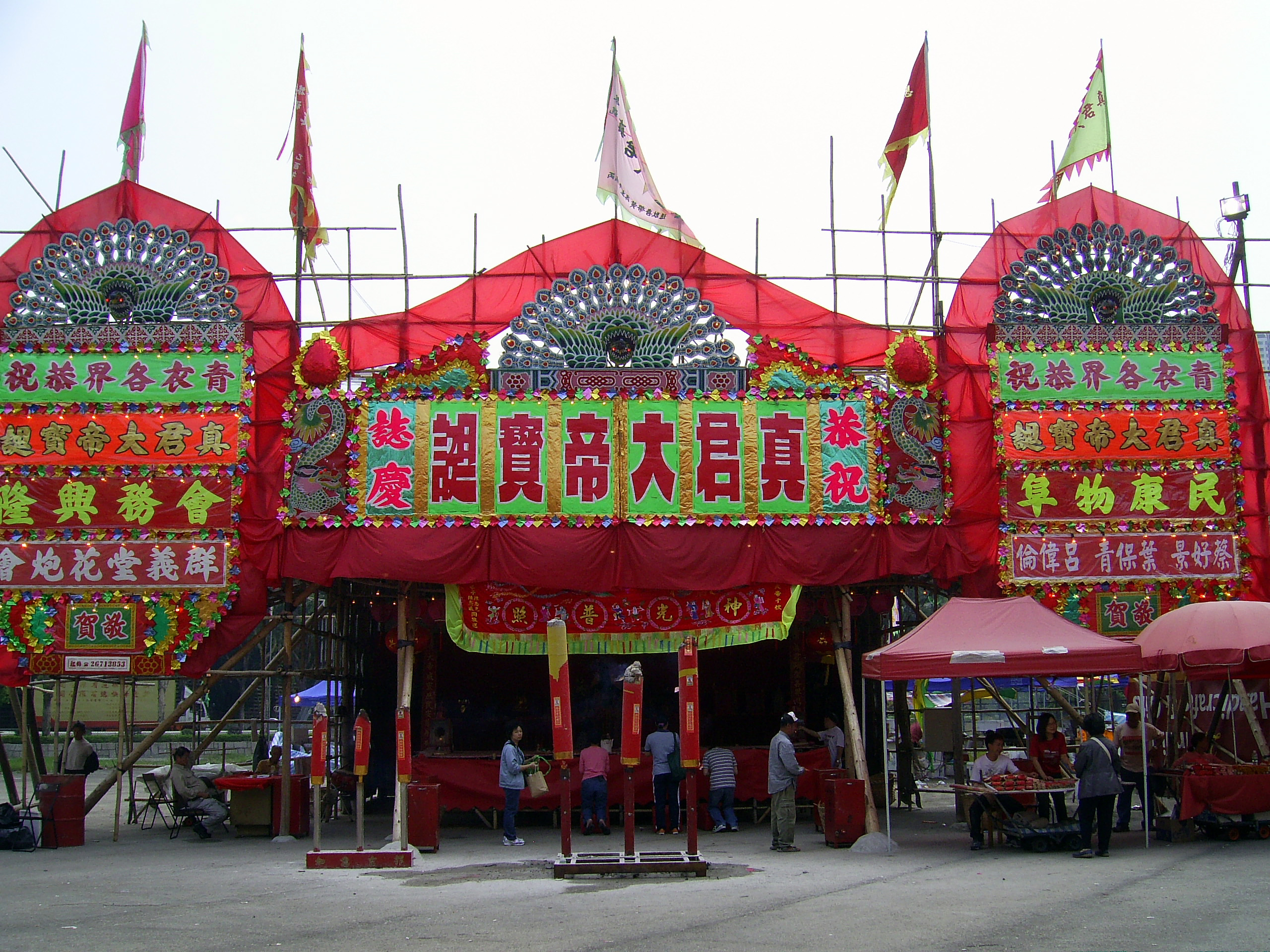
神棚
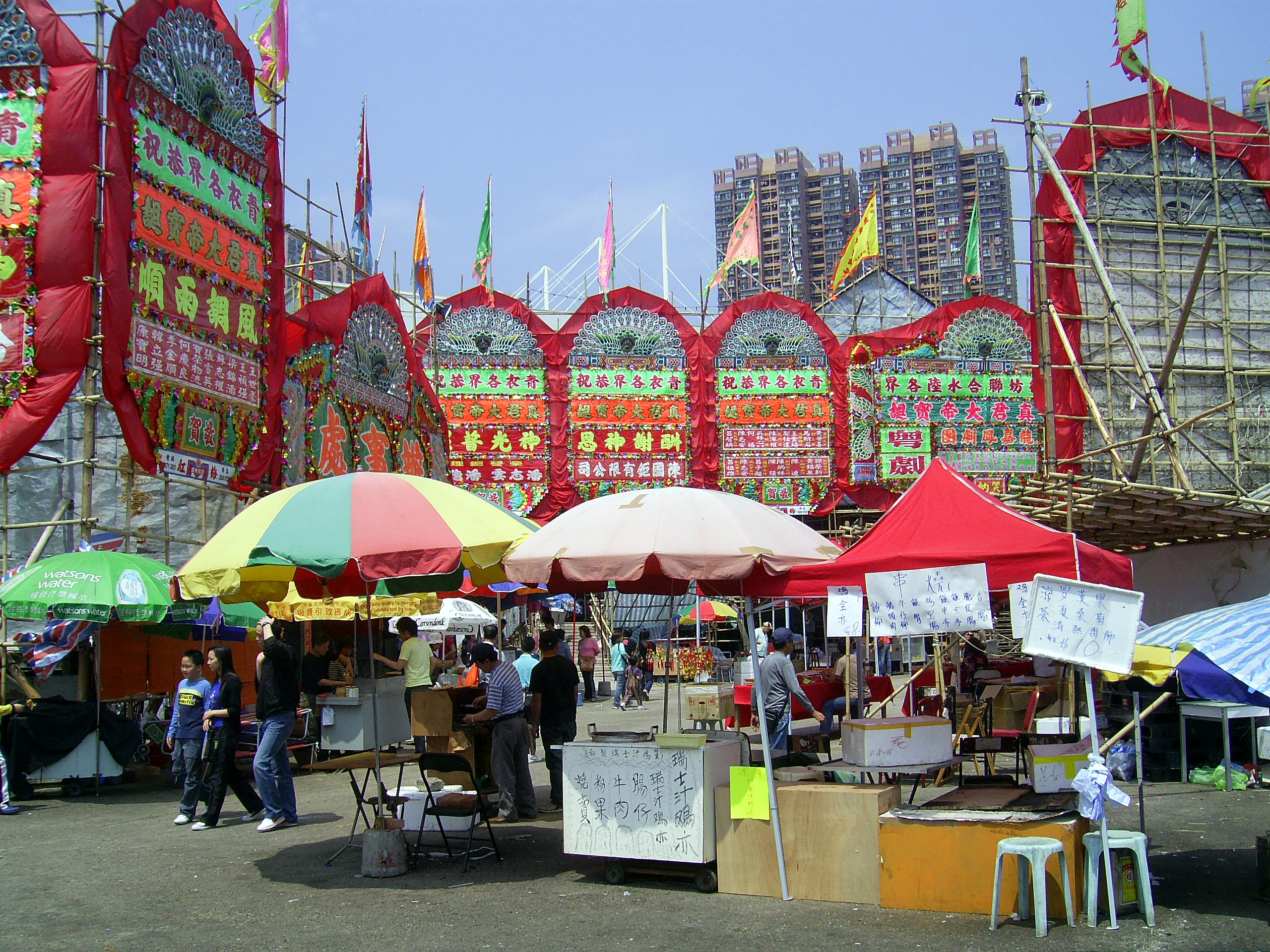
場地外的攤販

青衣真君誕的最早記錄為1958年《華僑日報》報導：
青衣島慶祝天后聖母，真君大帝寶誕演戲，經于昨問杯，舉出總理：黃欽、副總理：陳世鑫、鄧潭清、財務：陳世龍、總務：鄧立持、蔡志遠、庶務：鄧立泰、陳世忠、鄧至福、陳聖德、交際：陳世龍、鄧元培、陳福林、鄧元輝、陳懷德、消防：梁全、陳寬法、治安、鄧立輝、洪樹榕、鄧來發、鄧立祥口口廿餘名，擇定農曆四月初二晚開演粵劇，一連四日五夜，初三日賀誕，初四日燃放神誕炮，屆時定當一番熱鬧。
曾有一段時間青衣兩個主要誕期「真君誕」及「天后誕」經常兩誕合辦。雖然有論者指1961年起「合棚」，但其實「合棚」最早或於1958年便已開始，並發生自1960年至1973年（1969年、1970年未見真君誕報導）。
此外，根據1983/1984學年真衣公立學校校曆表可見，真君誕假期共有兩天。
2004年，香港特別行政區政府根據聯合國教育、科學及文化組織的《保護非物質文化遺產公約》公布了涵蓋480個項目的香港首份非遺清單。當中，「真君誕」列入「社會實踐、儀式、節慶活動」。

## 顯赫威靈
其初，水陸居民誠虔崇敬，有數次特殊應驗。如日寇犯境，坊眾愴惶求問真君。有一天日機追逐英艇，到青衣時炸彈橫飛而不發，掃射如似雨。最後無傷人事件，終告安全。事後坊眾對真君大帝倍增信心。
一九五五年，重修廟宇，在其廟前公演粵劇。忽然港九荃灣黑雲籠罩，傾盆驟雨！只有青衣島是藍天白雲，太陽高照，不受雨水影響。
一九六一年（農曆四月初六日至初十，新曆5月20至5月24日），當天民眾正在演戲慶祝寶誕。但天有不測之風雲，寶誕前三天（新曆5月17日），懸三號風球。在寶誕前夕早上（新曆5月19日），香港天文台更改掛十號風球！風力難測，大樹掀倒，可能導致危樓崩塌，主會擬欲改期，求問真君。真君表示「演戲慶寶誕」如期演出。求問者面面相觀，默思真君是否預測錯誤。誰知當天晚上接近零晨時，颶風突息，星朗雲清，微雨潺潺，一片晴天景象。坊眾喜不勝言，都說「真的應驗了！」寶誕正日晚上，真君誕正式開鑼，遠近市民都認為「真君大帝是活神仙」。
一九七零年，擴修真君廟。此後，只要每次擴修寺廟，坊眾爭先恐後捐助，盛況頻仍。同年也為青衣發展新市鎮，趨建設溝壑，也成康莊，準備興建青衣邨。真君廟亦為其需要之收回。遂撥此地七佰方尺，補數萬元重建廟宇。並欲將真君大帝先行搬出，遷就發展工程。因此真君准於農曆四月初三（新曆5月7日）早，到臨時木廟坐鎮本會。原本想在上午八時以隆重節日送行，但真君不准，反而要上午七時離古廟，八時前坐位。殊不知，早上八時起，天降大雨，整日不停，港九新界如成澤國。雖然下雨是平常的事，但送行者有一百餘人，如果遲至八時才起程，真君大帝和坊眾在路上就會受沐雨之虞，至此水陸居民對真君大帝更加的誠虔崇敬。

## 外部連結
- 記錄影片 （页面存档备份，存于）
- 葵青區議會：真君廟
- 福山堂：真君廟 （页面存档备份，存于）
- 真君廟 （页面存档备份，存于），影視及娛樂事務管理處-電影服務統籌科